# Порція (військо)
По́рція (пол. porcja) — у найманому війську Речі Посполитої з XVI ст. одиниця нарахування платні для солдат. В залежності від затверджених Сеймом витрат на утримання війська по порціях визначали його чисельність.
Порціями обчислювали імовірну чисельність підрозділів аутораменту іноземного, де вербували індивідуально кожного рядового, званого ґемайном (нім. gemein — «звичайний, спільний»). Платня одного ґемайна становила порцію, що у квартал виносила 5 золотих, а у спеціальних підрозділах 6 золотих. Платня підофіцерів, офіцерів звалась порціями сліпими і зазвичай визначалась від 4 порцій до кількадесяти порцій у XVIII ст. Платня видавалась на весь підрозділ, що дозволяло командирам наживатись завдяки наявності сліпих порцій. У XVII ст. частка сліпих порцій становила 10-15 відсотків платні підрозділу, а у XVIII ст. доходила до половини.

## Джерело
- Józef Urbanowicz [red.]: Mała Encyklopedia Wojskowa, Wydawnictwo Ministerstwa Obrony Narodowej, Warszawa 1970
- Tadeusz M. Nowak i Jan Wimmer: Historia oręża polskiego 963—1795, Wiedza Powszechna, Warszawa 1981, ISBN 83-214-0133-3
- Радослав Сікора: З історії польських крилатих гусарів. Київ: Дух і літера, 2012. ISBN 978-966-378-260-7. Інформація про книгу в інтернет-магазині українського видавця.